# Franz Gross (Politiker)
Franz Gross (* 27. Juni 1815 in Hennersdorf, Österreichisch-Schlesien; † 15. Januar 1890 in Wels) war ein österreichischer Notar, Politiker und Bürgermeister von Wels.
Franz Gross, der Sohn einer armen Bauernfamilie, studierte in Troppau, Olmütz und an der Universität Wien. 1842 promovierte er zum Dr. jur. Im Jahr 1844 war er als Verwalter in Schrems, 1846 als Pfleger und Distriktskommissar in Schleißheim tätig. Im Jahr 1850 wurde er Staatsanwalt in Wels, 1851 dann Notar. Von 1861 bis 1879 und von 1883 bis 1887 war er Bürgermeister von Wels. Von 1861 bis 1879 war er Abgeordneter zum Österreichischen Reichsrat.
Der liberale Politiker Gross förderte die Gründung und den Ausbau der Welser Industrieunternehmen, des Welser Volksfestes und der Welser Lokalbahngesellschaft, deren Konzessionär er war. Er wurde zum Ehrenbürger der Stadt ernannt, eine Straße in Wels wurde nach ihm benannt.